# Carmichael Passage
De Carmichael Passage is een natuurlijk kanaal in het westen van Brits-Columbia in Canada.

## Geografie
Het kanaal heeft een lengte van ongeveer acht kilometer ligt voor de oostkust van Moresby Island in de eilandengroep Haida Gwaii. Ten oosten van het kanaal ligt Louise Island, ten westen Moresby Island. In het noorden mondt het kanaal uit in de Cumshewa Inlet, in het zuiden in de Selwyn Inlet.
Het waterlichaam ligt in de mariene ecoregio Noord-Amerikaans Pacifisch Fjordland.

## Geschiedenis
In 1901 werd het kanaal door provinciaal onderzoeker Herbert Carmichael bezocht en hier met ingehuurde Haida-peddelaars per kano het kanaal bevoer als onderdeel van onderzoek naar de omgeving van de Cumshewa Inlet. Het waterlichaam werd in 1926 oorspronkelijk Carmichael Arm genoemd.